# Епархия Катсины-Алы
Епархия Катсины-Алы (лат. Dioecesis Katsinensis-Alensis) — епархия Римско-Католической церкви c центром в городе Катсина, Нигерия. Епархия Катсины-Алы входит в митрополию Абуджи. Кафедральным собором епархии Катсины-Алы является церковь святого Жерарда Майеллы.

## История
29 декабря 2012 года Святой Престол учредил епархию Катсины-Алы, выделив её из епархии Макурди.

## Ординарии епархии
- епископ Peter Iornzuul Adoboh (29.12.2012 — по настоящее время);

## Статистика
| год  | население | население | население | священники | священники        | священники         | священники                           | постоянные диаконы | монахи  | монахи  | приходы |
| год  | католики  | всего     | %         | всего      | белое духовенство | черное духовенство | число католиков на одного священника | постоянные диаконы | мужчины | женщины | приходы |
| ---- | --------- | --------- | --------- | ---------- | ----------------- | ------------------ | ------------------------------------ | ------------------ | ------- | ------- | ------- |
| 2012 | 338.497   | 676.000   | 50,1      | 32         |                   |                    | 10.578                               | 8                  |         |         | 18      |

## Источник
- Объявление об учреждении епархии (недоступная ссылка)  (итал.)